# Festival de Jazz de Lviv
Festival de Jazz de Lviv (anteriormente Alpha Jazz Festival) é um festival internacional de jazz realizado em Lviv, na Ucrânia, todos os meses de Junho desde 2011.
O Leopolis Jazz Fest é um dos maiores festivais de jazz da Europa. O The Guardian adicionou o festival à lista dos melhores festivais da Europa.
Organizador do festival: ONG "LEOPOLIS JAZZ". A 18 de setembro de 2024, foi registada a criação de uma pessoa coletiva da Organização Pública “LEOPOLIS JAZZ”. A principal atividade da Organização é o desenvolvimento e popularização da arte musical jazz na Ucrânia. Os fundadores da Organização foram a equipa do festival.

## Organização
O festival realiza-se tradicionalmente em três palcos:
- O palco principal do festival no Parque Khmelnytskyi — o palco que tem o nome de Eddie Rosner (entrada mediante bilhete)
- O palco na praça central de Lviv — Praça Rynok (entrada gratuita)
- A cena na parte histórica da cidade — o pátio do Palácio Potocki (entrada gratuita)
Para além de concertos de músicos de jazz de vários países do mundo, durante o festival decorrem jam session, master classes e sessões de autógrafos de estrelas do jazz mundial.
Todos os anos, no concerto de gala do festival de Lviv, o Prémio Internacional de Música "Leopolis Jazz Music Awards" em homenagem Eddie Rosner (até 2017 - "Alfa Jazz Music Awards"). O prémio foi criado com o objetivo de homenagear os músicos que tenham contribuído significativamente para o desenvolvimento da música jazz, bem como com o objetivo de popularizar a música jazz. O vencedor é escolhido através da votação de membros de um amplo círculo de especialistas, incluindo críticos musicais, figuras culturais proeminentes, figuras públicas e governamentais, jornalistas e empresários de diferentes países do mundo.